# Андрихов
Андрѝхов или Андрихув (на полски: Andrychów; на немски: Andrichau) е град в Южна Полша, Малополско войводство, Вадовишки окръг. Административен център на градско-селската Андриховска община. Заема площ от 10,33 км2.

## География
Градът се намира в историческия регион Малополша. Разположен е край двата бряга на река Вепшувка, в северното подножие на планината Андриховски Бескиди, на 30 км източно от Белско-Бяла, на 11 км западно от Вадовице и на 62 км югозападно от Краков.

## История
За пръв път селището е споменато в писмен източник през 1344 г. под името Хенрихов (Henrychów). През 1767 година Станислав Анквич основава едноименен град в землището на село Андрихов и двете селища съществуват самостоятелно до 1886 г., когато са обединени. В периода (1975 – 1998 г.) Андрихов е част от Белското войводство.

## Население
Според данни от полската Централна статистическа служба, към 1 януари 2014 г. населението на града възлиза на 21 111 души. Гъстотата е 2 044 души/км2.

## Личности

### Родени в града
- Станислав Рилко – полски кардинал
- Цезариуш Храпкевич – полски актьор
- Адам Кокошка – полски футболист, национал
- Мариуш Сордил – полски волейболист и треньор
- Тадеуш Шлягор – полски волейболист и треньор
- Станислав Витковски – полски филолог

## Градове партньори
- Исни им Алгой, Германия
- Ландграаф, Нидерландия
- Бржецлав, Чехия
- Приверно, Италия
- Тукумс, Латвия